# Charles Loring Elliott
Charles Loring Elliott (Auburn, Nova York; 1812 - 1868) va ser un pintor estatunidenc conegut pels seus retrats. Va treballar al centre de l'estat de Nova York (estat) durant 10 anys quan era jove, i l'any 1845 es va mudar a la ciutat de Nova York per a dur endavant la seua carrera. Va ser elegit per a l'Acadèmia Nacional de Disseny l'any 1846.

## Primers anys i educació
Elliott va néixer a Auburn (Nova York). Son pare era obrer i Elliott va passar moltes hores de la seua infància al seu taller. Ja de menut va mostrar habilitat per a construir joguets, trineus, vagons, i xicotets molins, així com per a la pintura. En l'escola pública va estudiar les fotografies i la vida per a millorar la seua tècnica. Quan va complir 15 anys, la seua família es va mudar a Syracuse (Nova York), i després a una xicoteta aldea fronterera, on son pare va muntar una tenda de productes tèxtils i un xicotet supermercat. Elliott va començar a treballar per a son pare, però no estava interessat a convertir-se en un comerciant.

## Carrera

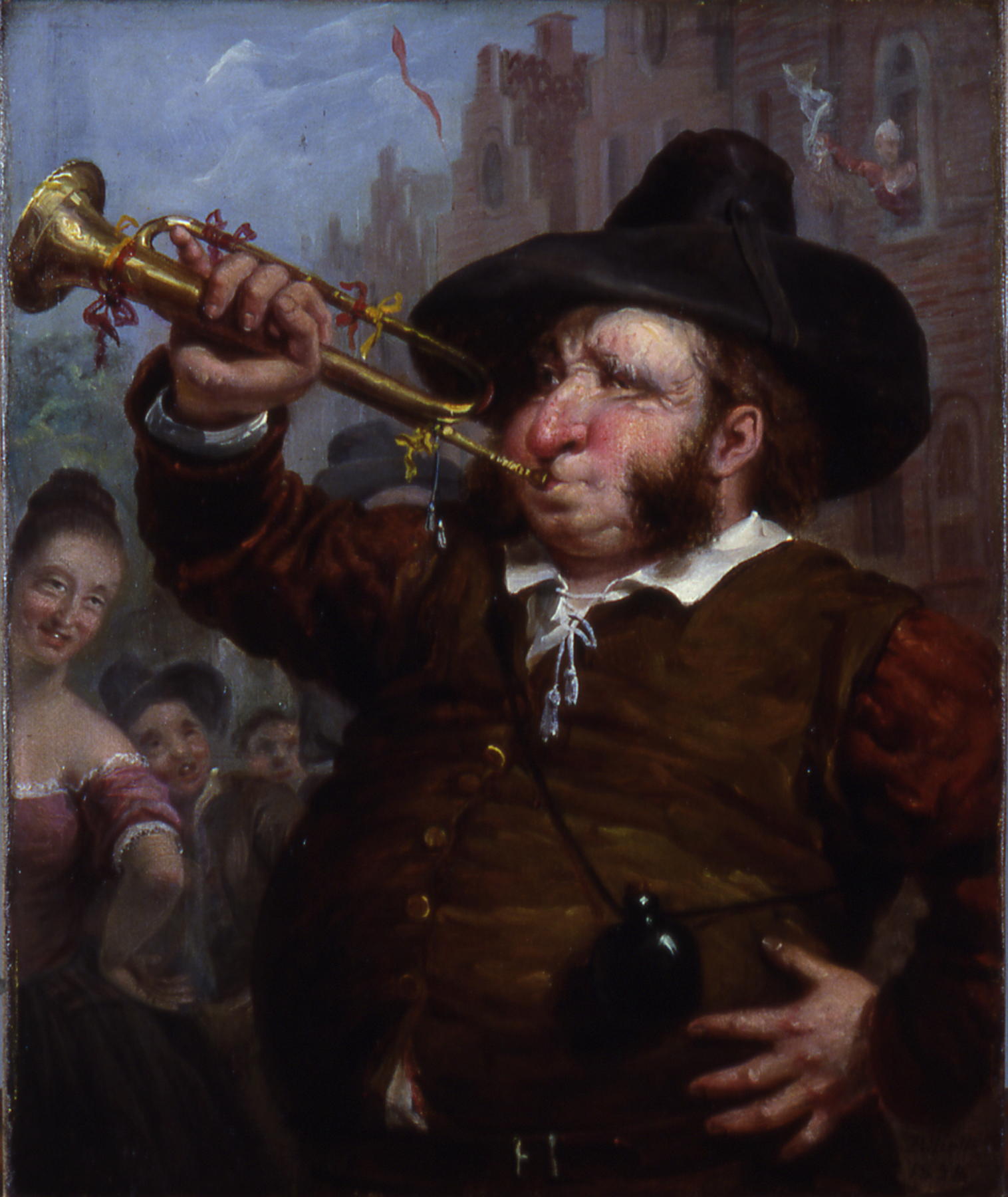
Aquesta escena, on es veu Anthony Van Corlear, va ser presa del "Diederich Knickerboker's, A History of New York," (1809), del Washington Irving The Walters Art Museum.

Elliott va tornar al centre de l'estat de Nova York, on havia treballat intensivament com a pintor de retrats durant 10 anys. Entre les seues obres hi havia molts retrats de facultatius del Hamilton College (Nova York). Va veure la necessitat de l'estimulació que dona la ciutat, i va tornar a la ciutat de Nova York l'any 1845, on Trumbull va aprovar el seu progrés amb la pintura. L'any següent va ser elegit per a l'Acadèmia Nacional de Disseny, cosa que li va servir per a atreure més clients, ja que va ser una mesura de reconeixement.

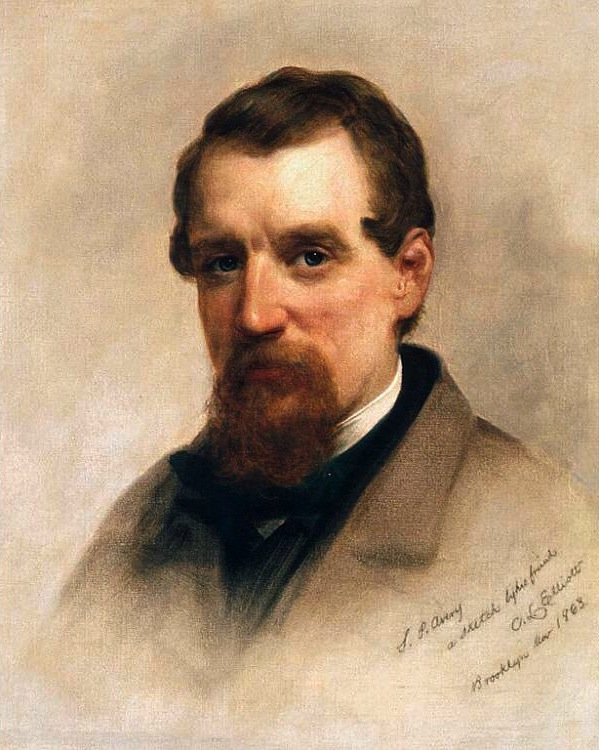
Samuel Putnam Avery, C.L. Elliott, 1863

Elliott va ser considerat un dels millors retratistes de la seua època, i a pesar que mai va viure a l'estranger, la seua tècnica no era provincial ni insegura. El seu mètode era madur, la seua pinzellada ferma, el color fresc i net, i el paregut dels retrats excel·lent, encara que mancaven de sentiment. Es deia que va pintar més de 700 retrats, sobretot caps, ja que no tenia molta idea de com pintar en grans llenços. També va pintar figures, com la de El ingenioso hidalgo Don Quijote de La Mancha i Falstaff, i el paisatge The Head of Skaneateles Lake.
Entre les persones que va retratar es troben James Fenimore Cooper, Fitz-Greene Halleck, Fletcher Harper, Asher Brown Durand (The Corcoran Gallery, Washington) i el governador William Bouck (City Hall, New York). Alguns retrats addicionals d'Elliott es troben al New York City Hall, i a la New York Stat Library en Albany. Quatre de les seues obres es troben al Metropolitan Museum of Art de Nova York